# Sjöleopard
Sjöleopard eller leopardsäl (Hydrurga leptonyx) är en öronlös säl som lever i havet runt Antarktis och ibland vandrar till Australiens, Nya Zeelands, Afrikas och Sydamerikas kuster. Djuret utgör den enda arten i släktet Hydrurga.
Det vetenskapliga släktnamnet är sammansatt av de gammalgrekiska orden hydor (vatten) och ergates (arbetare). Artepitetet är bildat av leptos (smal) och onyx (klo) från samma språk.

## Utseende
Djuret har ett huvud som påminner om kräldjurens huvud och stora hörntänder. Molarernas knölar är så konstruerade att kindtänderna från överkäken passar i kindtänderna från underkäken. De används för att äta krill och andra kräftdjur. Främre fenorna är extremt långa och hjälper sjöleoparden att nå en hög hastighet. Hannen är 2,8 till 3,3 meter lång och kan väga upp till 300 kilogram. Honan är större med en maximal vikt av 500 kilogram och en längd av 2,9 till 3,8 meter. Pälsen är ovanpå mörkgrå, silvergrå eller svartaktig och lite ljusare på buken. Främst på ovansidan har djuret mörka fläckar. Hos ungdjur är pälsen mjukare och tjockare med en längsgående strimma på ryggens mitt.

## Ekologi
Bortsett från späckhuggaren är sjöleoparden det största rovdjuret i vattnen runt Antarktis. Det lever ensam vid kanten av isflaken. Sjöleopardens föda är djurplankton (ungefär 50%, främst under vintern) och ryggradsdjur som pingviner och andra sälarter. Fiskar spelar en mindre roll. Dessutom kompletteras födan med bläckfiskar, andra havslevande fåglar och valkadaver.
Längre vandringar utförs oftast av ungdjur och äldre exemplar stannar nära Antarktis. När sjöleoparden dyker når den oftast ett djup av 10 till 50 meter och en individ registrerades 304 meter under vattenytan.
För att äta krill har sjöleoparden kindtänder som liknar krabbätarsälens. Annars jagar djuret weddellsälar, krabbätarsälar, pälssälar och pingviner. Bytet fångas vanligen i vattnet. Flyr bytet upp på isen följer sjöleoparden efter. För att undkomma en attack från sjöleoparden behöver bytet mycket tur.
Parningen sker vid slutet av sommaren och sedan föds en unge i början eller mitten av nästa sommar mellan oktober och januari. Hittills har ingen parning observerats. Det är därför okänt om den sker i vattnet eller på isen. I motsats till krabbätarsälen har hannarna inga högljudda läten för att locka honor till sig. Antagligen vilar det befruktade ägget eller embryon två månader innan den egentliga dräktigheten börjar. Honan föder sin unge på packisen. Ungen har vid födelsen en längd av cirka 1,6 meter och den väger cirka 30 kg. Ungefär en månad efter födelsen slutar honan med digivning. Några exemplar kan leva 26 år.

## Sjöleopard och människor
Idag finns det troligtvis mellan 220 000 och 440 000 sjöleoparder (uppskattning från 1984) och beståndet är inte hotat. Under historisk tid fanns ingen kommersiell jakt men enstaka exemplar fångades i forskningssyfte eller som hundmat. Troligen kommer klimatförändringar påverka arten i framtiden. Hos några sjöleoparder registrerades viruset som orsakar valpsjuka, men utgör antagligen ingen större fara. Den ökande turismen i regionen kan vara störande för arten. Hela populationen listas av IUCN som livskraftig (LC).
2003 blev en brittisk biolog angripen och dödad av en sjöleopard, vilket tros vara första gången en sjöleopard orsakat en människas död.